# Муленска катедрала
Муленската катедрала или Катедрала „Благовещение на Света Дева Мария“ (на фр.: Cathédrale Notre-Dame-de-l'Annonciation) е основното католическо място за поклонение в град Мулен, в департамент Алие, Франция.
Тя е построена в стил Пламтяща готика, а нейният основополагащ камък е положен през 1468 г. от Агнес Бургундска, 61-годишната вдовица на херцог Шарл I дьо Бурбон и майка на херцог Жан II дьо Бурбон. Строителните работи са завършени през 1540 г.

## Интериор

### Черната мадона от Мулен
Статуята на Черната мадона представлява седнала на трон Дева Мария; в нейната лява ръка се вижда остатък от счупена в наше време лилия; с дясната си ръка прегръща своя син, седящ на коленете ѝ. В едната си ръка той държи евангелие пред гърдите си, а с другата благославя. Тази статуя е донесена от Светите земи от синьор дьо Бурбон и той я предлага на крал Луи IX. Статуята на Девата на престола датира от XI век. В наше време тя се намира в параклиса на църквата, над забележителния барелеф от боядисано дърво, представляващ Смъртта на Девата.
В архива на Мулен е съхранено отбелязване за удивително чудо, когато статуята на Дева Мария защитава Мулен от пожар.

### Триптих на Муленския майстор
Истинско съкровище в катедралата е знаменитият триптих „Богородица в слава“ (ок. 1501 г.) – произведение на Муленския майстор. Триптихът е изпълнен по заповед на херцог Пиер II дьо Бурбон и неговата съпруга Ан дьо Божьо за Колегиалната църква на Мулен или, по мнение на други изкуствоведи, за личния параклис на херцозите. Централната секция на триптиха представлява Богородица, а на двата странични панела са изобразени дарителите, стоящи на колене в присъствие на своите свети покровители, както и дъщерята на херцога Сюзана дьо Бурбон: до бурбонския херцог Пиер II е изобразен свети Петър, а до Анна Френска и нейната дъщеря – света Анна. Дева Мария е представена седнала на трон, а на колената ѝ е Младенецът Иисус. Тя е обкръжена от 14 ангели, разпределени от двете страни. Два ангела поддържат короната над главата ѝ, шест гледат към нея с благоговение, а два други, в ниската част на панелите, държат свитък: един ангел с пръсти сочи към свитъка, а вторият – към Мария, говорейки че този текст се отнасяза нея. Надписът на латиница ни напомня за главната роля на Дева Мария според католицизма: „Hæc est illa de qua sacra canunt eulogia, sole amicta, Lunam habens sub pedis, Stellis meruit coronare duodecim“ („Това е тази, която възпяват в свещени славословия, облечена в слънце и под нейните крака е луната; тя е достойна да бъде увенчана с дванадесет звезди.“ Откровение XII, 1)

### Оплакване на Христос
Криптата, разположена под Главния олтар на катедралата, в днешно време служи за място погребване на епископите на Мулен. В тази крипта се намират и гробовете на първата и втората съпруги на херцог Жан II Бурбон, Жана дьо Валоа (1435 – 1482) (починала през 1482 г.) и Екатерина д'Арманяк (починала през 1487 г.), както и са погребани сърцата на бурбонските херцози Жан II и Пиер II дьо Бурбон.
Скулптурна група в стил Пламтяща готика „Оплакването на Христос“ изначално е пристроена към Главния олтар, заменяйки първоначалния надгробен паметник, разрушен през Великата френска революция през 1793 г. По документи е невъзможно да се установи произходът на тази група и се предполага, че е пренесена от старата църква на Ордена на кармелитите в Мулен. В наше време скулптурната група е поставена в странична капела на катедралата.

### Стъклописи
Сред стъклописите най-забележителен е този на св. Екатерина, създаден 16 век. Тя държи книга и дълъг меч и е стъпила върху мъж с тюрбан, вероятно император Максенций. От всяка страна на сверицата прозорецът е разделен на две части, където съгласно готическата традиция стоят дарителите-принцове с техните светци. Най-вдясно виждаме Жан II дьо Бурбон на колене. До него са св. Карл Велики и Йоан Кръстител - негов покровител. В следващото отделение е братът на Жан, Шарл - кардинал дьо Бурбон. От другата страна на св. Екатерина, отляво, е изобразена Катерина д'Арманяк, втората съпруга на Жан II, коленичила, със сключени ръце, държаща броеницата си. Зад нея стои Св. Ана, преподаваща четене на Девата. В другото отделение е Ан дьо Божьо, гледаща в молитвена поза. До нея е коленичил съпругът ѝ херцог Пиер II дьо Бурбон, а до тях са дъщеря им Сузана и синът им Шарл, който умира в ранна детска възраст; над тях се явява ангел. В горната си част прозорецът е разделен на пет отделения, които представляват сцени от живота на св. Екатерина, отляво и отдолу: светицата се опитва да убеди в правотата си император Максенций; тя дискутира Александрия с оратори. В центъра, преди да бъде доведена до ешафода, тя се моли на Бога, а колелото се чупи толкова силно, че убива четирима езичници; отгоре, вляво, е обезглавяването ѝ; пет ангела вземат главата и тялото на светицата и го понасят към небето.